# فابيان دي فريتاس
فابيان دي فريتاس (بالهولندية: Fabian de Freitas)‏ (28 يوليو 1972 في سورينام - ) هو لاعب كرة قدم هولندي في مركز الهجوم. لعب مع أوساسونا وإن إي سي نيميخن وبولتون واندررز ودين بوستش ونادي فولندام ونادي كامبور ووست بروميتش ألبيون.

## وصلات خارجية
- فابيان دي فريتاس على موقع قاعدة بيانات كرة القدم.إي يو (الإنجليزية)
- فابيان دي فريتاس على موقع Soccerbase.com (لاعب) (الإنجليزية)
- فابيان دي فريتاس على موقع عالم كرة القدم.نت (الإنجليزية)